# Agenodesmus nullus
Agenodesmus nullus är en mångfotingart som beskrevs av Shear och Peck 1987. Agenodesmus nullus ingår i släktet Agenodesmus och familjen Fuhrmannodesmidae. Inga underarter finns listade i Catalogue of Life.